# Aeroportul Campina Grande
Aeroportul Campina Grande (IATA: CPV, ICAO: SBKG) este un aeroport din Campina Grande, Paraíba, Brazilia ce deservește zona Campina Grande. Aeroportul a fost tranzitat în 2022 de 130.672 de pasageri. A fost numit după zona deservită.
Situat la o altitudine de 502 m, aeroportul dispune de 1 pistă. Este operat de Infraero⁠(d).

## Infrastructură

### Piste
Aeroportul dispune de o singură pistă. Pista 15/33 are suprafața de asfalt și dimensiunile 1.600 m × 42 m. 